# Nachsitzen mit Christine Eixenberger
Nachsitzen mit Christine Eixenberger ist eine Satire-Fernsehsendung des Bayerischen Fernsehens, die seit 2025 ausgestrahlt wird. TV-Premiere war am 3. Juli 2025. Durch die Sendung führt die Kabarettisten Christine Eixenberger.

## Konzept und Aufbau
Im Rahmen der Sendung nominieren zwei Gäste aus dem Bereich Comedy jeweils zwei Kandidaten aus Politik und Gesellschaft für die Publikumsabstimmung zum Negativpreis „Nachsitzer der Woche“ ist und wer einen „Blauen Brief“ bekommt. Christine Eixenberger schlüpft während der Sendung in verschiedene Rollen.

## Gäste und Nachsitzer
- Folge 1: Gäste Michael Kessler, Maxi Gstettenbauer; Nachsitzer der Woche Dieter Reiter
- Folge 2: Gäste Antonia Stabinger, Michael Altinger; Nachsitzer der Woche Donald Trump
- Folge 3: Gäste Lisa Feller, Ralf Winkelbeiner; Nachsitzer der Woche Markus Söder
- Folge 4: Gäste Lara Ermer, Christian Springer; Nachsitzer der Woche Michael Kretschmer